# Xystocheir stenomacris
Xystocheir stenomacris är en mångfotingart som beskrevs av Shelley 1996. Xystocheir stenomacris ingår i släktet Xystocheir och familjen Xystodesmidae. Inga underarter finns listade i Catalogue of Life.